# Burza nad Azją
Burza nad Azją (ros. Потомок Чингизхана; Potomok Czingizchana) – radziecki film niemy z 1928 roku, reżyserowany przez Wsiewołoda Pudowkina. Scenariusz filmu oparty jest na opowiadaniu Iwana Nowokszonowa. W sensacyjnej fabule zawiera przesłanie ideologiczne o walce Mongołów z kolonizacją. Jest to ostatni film w „rewolucyjnej trylogii” Pudowkina, obok Matki (1926) i Koniec Sankt Petersburga (1927).
W Polsce premierę miała udźwiękowiona wersja w 1949 roku przez Mosfilm i odbyła się we wrześniu 1967 roku w podwójnym pokazie z dokumentem Hasło energetyka WFO.

## Streszczenie fabuły
Bohater filmu, młody Mongoł Bair udaje się na targ, aby sprzedać futro z lisa. Tam dochodzi do sprzeczki pomiędzy Bairem a brytyjskim kupcem, chcącym kupić futro za zaniżoną cenę. Dochodzi do bójki, Bair musi uciekać przed prawem. Ukrywa się wśród grupy partyzantów. Aresztowany przez brytyjski oddział, ma zostać rozstrzelany. Okazuje się jednak, że Bair ma przy sobie znaleziony przypadkiem medalion, w którym ukryty jest dokument poświadczający, że jego właściciel jest potomkiem Czyngis-chana. Brytyjczycy postanawiają utworzyć w Mongolii marionetkowy rząd, na czele którego zasiadać ma Bair, jako marionetkowy monarcha. Bair jednak nie chce zdradzać ojczyzny i ucieka przy pierwszej nadarzającej się okazji. Po ucieczce staje na czele powstania Mongołów przeciw imperialistom brytyjskim.

## Obsada
- Walerij Inkiżinow – Bair
- Wiktor Coppi – Smith
- Aleksandr Czistiakow – przywódca partyzantów
- A. Dedincew – brytyjski pułkownik
- Lina Bielinskaja – żona pułkownika
- Aniel Sudakiewicz – córka pułkownika
- Iwan Inkiżinow – ojciec Baira
- Fiodor Iwanow – lama
- W. Pro – misjonarz
- Boris Barnet – angielski żołnierz
- Karl Gurniak – angielski żołnierz wykonujący wyrok